# CIFAR-10
L'ensemble de données CIFAR-10 est une collection d'images  couramment utilisées pour former des algorithmes d'apprentissage automatique et de vision par ordinateur. C'est l'un des jeux de données ((en)dataset) les plus largement utilisés pour la recherche en apprentissage automatique,. Il a été créé par l'Institut canadien de recherches avancées (acronyme: CIFAR), et contient 60 000 images de 10 classes d'objets différents (avions, voitures, oiseaux, chats, cerfs, chiens, grenouilles, chevaux, navires et camions). La répartition entre chaque classes est égale (6 000 images pour chaque classe). Les images sont en couleurs, mais en basse résolution (32x32 pixels),.
Les algorithmes informatiques permettant de reconnaître des objets sur des photos apprennent souvent par l'exemple. Ce dataset sert donc souvent à apprendre à un ordinateur à reconnaître des objets. Étant donné que les images du CIFAR-10 sont en basse résolution (32 x 32), cet ensemble de données peut permettre aux chercheurs d’essayer rapidement différents algorithmes en phase d'expérimentation de leurs modèles de réseaux de neurones.
CIFAR-10, publié en 2009, est un sous-ensemble de données étiquetés ((en) labeled data) lui-même issue de l'ensemble de données 80 Million Tiny Images (en) de 2008. Lorsque l’ensemble de données a été créé, les étudiants ont été payés pour étiqueter toutes les images.
Différents types de réseaux de neurones convolutifs ont tendance à être les meilleurs pour reconnaître les images du CIFAR-10.

## Articles de recherche ayant utilisé CIFAR-10
Il s'agit d'un tableau de certains des articles de recherche qui ont utilisé CIFARD-10 et ont revendiqués des résultats innovent pour la vision par ordinateur (et par extension, l'intelligence artificiel). Tous les articles ne sont pas standardisés sur les mêmes techniques de prétraitement, comme le retournement ou le décalage d'image. Pour ces raisons, il est possible que le taux d'erreur déclaré d'un article ne soit pas comparable a un autre.
| Titre de l'article non traduit                                                       | traduction française                                                                                | Taux d'erreur (%) | Date de publication |
| ------------------------------------------------------------------------------------ | --------------------------------------------------------------------------------------------------- | ----------------- | ------------------- |
| Convolutional Deep Belief Networks on CIFAR-10                                       | Réseaux de croyances profondes convolutionnelles en CIFAR-10                                        | 21,1              | août 2010           |
| Maxout Networks                                                                      | Réseau de Maxout                                                                                    | 9,38              | 13 février 2013     |
| Wide Residual Networks                                                               | Réseaux Larges Résiduels                                                                            | 4,0               | 23 mai 2016         |
| Neural Architecture Search with Reinforcement Learning                               | Recherche d'architecture neurale avec apprentissage de renforcement                                 | 3,65              | 4 novembre 2016     |
| Fractional Max-Pooling                                                               | Fractionnement Max-Pooling                                                                          | 3,47              | 18 décembre 2014    |
| Densely Connected Convolutional Networks                                             | Réseaux convolutionnels fortement reliés                                                            | 3,46              | 24 aout 2016        |
| Shake-Shake regularization                                                           | | 2,86              | 21 mai 2017         |
| Coupled Ensembles of Neural Networks                                                 | Ensembles de réseaux neuronaux couplés                                                              | 2,68              | 18 september 2017   |
| ShakeDrop regularization                                                             | | 2,67              | 7 février 2018      |
| Improved Regularization of Convolutional Neural Networks with Cutout                 | Amélioration de la régularisation des réseaux neuronaux convolutionnels avec réduction              | 2,56              | 15 août 2017        |
| Regularized Evolution for Image Classifier Architecture Search                       | Évolution régularisée pour la recherche de l'architecture de classificateur d'image                 | 2,13              | 6 février 2018      |
| Rethinking Recurrent Neural Networks and other Improvements for Image Classification | Repenser les réseaux neuronaux récurrents et autres améliorations pour la classification des images | 1,64              | 31 juillet 2020     |
| AutoAugment: Learning Augmentation Policies from Data                                | Auto-augmentation: Choix d'amélioration de l'apprentissage à partir de données                      | 1,48              | 24 mai 2018         |
| A Survey on Neural Architecture Search                                               | Sondage sur la recherche de l'architecture neuronale                                                | 1,33              | 4 mai 2019          |
| GPipe: Efficient Training of Giant Neural Networks using Pipeline Parallelism        | GPipe: Entraînement efficace de réseaux neuronaux géants utilisant les calculs paralléles           | 1,00              | 16 novembre 2018    |
| Reduction of Class Activation Uncertainty with Background Information                | Réduction de l'incertitude d'activation de classe avec des informations de base                     | 0,95              | 5 mai 2023          |
| An Image is Worth 16x16 Words: Transformers for Image Recognition at Scale           | Une image vaut 16x16 Mots: Transformateurs pour la reconnaissance d'images à l'échelle              | 0,5               | 2021                |

## Benchmarks
CIFAR-10 est également utilisé comme référence de performance pour les équipes en compétition pour exécuter des réseaux neuronaux plus rapidement et à moindre coût. DAWNBench dispose de données de référence sur son site Web.

## Voir également
- Liste de datasets pour la recherche en apprentissage automatique (en)
- Base de données MNIST

### Ensembles de données similaires
- CIFAR-100 : Similaire au CIFAR-10 mais avec 100 classes et 600 images chacune.
- ImageNet (ILSVRC) : 1 million d'images couleur de 1000 classes. Les images Imagenet ont une résolution plus élevée, avec une résolution moyenne de 469 x 387.
- Numéros de maison Street View (SVHN) : environ 600 000 images de 10 classes (chiffres de 0 à 9). Également des images couleur 32x32.
- Ensemble de données de 80 millions d'images minuscules : CIFAR-10 est un sous-ensemble étiqueté de cet ensemble de données.